# San Luis (Uruguai)
San Luis és un balneari del sud de l'Uruguai, ubicat al departament de Canelones. Forma part de la Costa de Oro.

## Geografia
San Luis es troba al sud-est del departament de Canelones, al sector 8. Al sud té platges sobre el Riu de la Plata; a l'est limita amb Los Titanes, i a l'oest amb el balneari de Guazú-Virá. El balneari té aigües sobre el rierol del Bagre.
El balneari s'ubica al km 62 de la Ruta Interbalneària.

## Població
Segons les dades del cens de 2004, San Luis tenia 1.224 habitants.
| Any  | Població |
| ---- | -------- |
| 1963 | 367      |
| 1975 | 509      |
| 1985 | 648      |
| 1996 | 1.180    |
| 2004 | 1.224    |
| 2011 | 1.878    |

Font: Institut Nacional d'Estadística de l'Uruguai